# Fabíola Imaculada de Oliveira
Fabíola Imaculada de Oliveira (Rio de Janeiro, 1953) est une journaliste et professeure d'université brésilienne. Elle se spécialise en diffusion scientifique et journalisme scientifique. En 2002, elle reçoit le Prix José Reis,.
Diplômée de journalisme à l'Universidade Federal Fluminense (en), elle détient une maîtrise et un doctorat en journalisme scientifique à l'Université de São Paulo.
Elle enseigne à Universidade do Vale do Paraíba (pt). Elle préside l'Association brésilienne de journalisme scientifique et est consultante de la Société brésilienne pour le progrès de la science (en).
Elle écrit O Brasil chega ao espaço, publié en 1996, et Jornalismo Científico, en 2002.